# 冼錦華免費嫖妓案
冼錦華免費嫖妓案於2002年5月16日由香港廉政公署揭發，香港警務處毒品調查科高級警司冼錦華在2001至2002年最少三次免費接受香港妓女賣淫作為報酬，向香港黑社會操縱的娛樂場所提供警方掃蕩行動的情報，轟動香港。冼錦華被香港高等法院判監二年，法官指出香港警察知法犯法必須嚴懲。此為1997年香港主權移交中國以來第一宗被起訴的香港警察牽涉嫖妓事件。事件引起警察—廉署關係緊張。

## 人物背景

### 冼錦華
冼錦華，男，被捕時45歲，香港警務處毒品調查科高級警司。據廉政公署的財務調查，他月薪9万多港币，由1994年开始至今，以自己的名义先后拥有九个物业，购入价值共达近5000万。前六個單位在售出後合共约赚300万港币。案發時他手头上仍有三个豪宅物业，总购入价超过2000万，假设他交付四成首期，每月供款12万多元。
冼錦華於中學畢業後入讀香港理工學院並於1976年取得航海文憑，1977年加入警隊成為見習督察，1983年升職高級督察，1987年獲升為總督察，1991年獲晉升為屬於憲委級高級警官的警司，繼而在1998年晉升為高級警司，同年出任西九龍總區有組織罪案及三合會調查科（O記）指揮官，2001年調任為毒品調查科指揮官。冼錦華於2002年取得商業行政碩士。冼錦華妻子車桂榮是前高級督察，有三個兒子。冼錦華的哥哥冼錦甜是香港駐東京經濟貿易辦事處的總新聞主任；至於冼錦華的弟弟冼錦富則是警務處聯絡事務科警司。
冼錦華於2025年7月10日因癌症病逝，終年68歲。

### 林春葉
林春葉，女，被捕時43歲，她是香港警務處紅磡分區高級督察吳保安的妻子，報稱是商人，名下持有的公司為燕京啤酒的港澳代理商，同時在幕後經營位於尖沙咀的多間夜總會及酒廊，她在夜總會及酒廊有「婉華」的別稱。

## 導火線：內鬼泄密傳聞
2002年香港警務處在油尖旺区清剿色情場所，代號“火百合行动”，由警队四个部门，即刑事情报科、有组织罪案及三合会调查科（O记）、商业罪案调查科及毒品调查科联合执行，其間屢次有場所突然自觉收敛。傳媒後來報導，警察的刑事情报科懷疑有內鬼通風報信而委託香港廉政公署調查，冼锦华在監視名单之列。不過，法院、廉署、警方一直以來沒有肯定或否定「內鬼」和「委托廉署」的傳聞。
為了偵查誰泄密，警察故意放假消息。某“O记”探员憶述：“火百合行动时，上头叫我们穿好西装回警署，说可能去夜场会所，但几次准备好了，行动到最后突然又取消，大家都觉得奇怪，可能是正在试探部分伙计，看有没有人报料。”廉署调查后，发现冼锦华与香港賣淫業店東关系密切，还有大批冼锦华的警員老部下牵涉其中。警方宣佈“火百合行动”完结后，廉署的跟踪人员仍然秘密紧盯冼锦华，直至他认为一切正常，再次联络夜总会老板，廉署才突然拘捕。這一場被傳媒報導為「警察內鬼通風報信」的情節，被譽為同年上映（2002年）的香港電影《無間道》的真實版本。

## 免費嫖妓案情

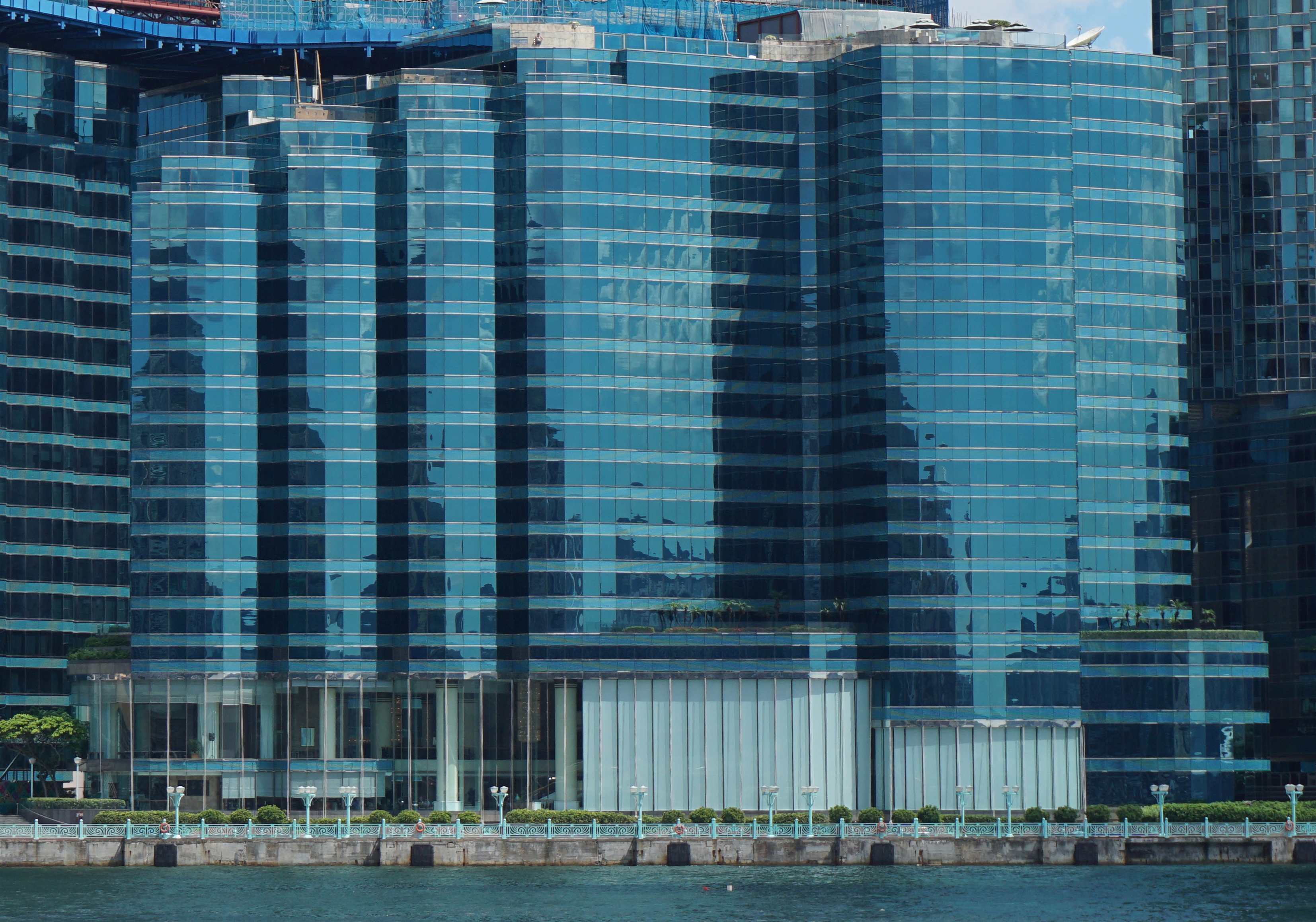
冼錦華第3次免費嫖妓的紅磡海逸酒店（圖），他當場被捕

### 第1次接受免費性服務
冼錦華在警察任職25年間，在香港嫖妓的次數不得而知，香港廉政公署具體掌握他3次免費嫖妓的案例。
冼錦華在2001年3月2日的嫖妓，案情在法庭上由妓女詳細作供。唯一親自出庭的妓女「恒恒」獲廉政公署貼身保護。「恒恒」在庭上自稱從1989年的中國到英屬香港，1999年在尖沙咀「夜巴黎」卡拉OK店工作，該店由一名叫「蘇威」的男子及一名叫「婉華」（疑犯林春葉的藝名）的女子合夥經營。「恒恒」供稱2001年3月2日到海逸酒店，與另一妓女Ruby會合。林春葉帶二人到酒店的中菜廳的貴賓房，房內有林春葉的丈夫吳保安、一名年約40多歲身形略胖的男子，以及冼錦華，一起吃海鮮及鮑魚湯，林春葉還提供雪茄、紅酒及白葡萄酒。晚飯後，恒恒和Ruby上酒店房洗澡，冼錦華在10多分鐘後入酒店房，進行一皇兩后3P的性行為。冼錦華性交後打了一個電話便離開房間。她和Ruby返回「夜巴黎」卡拉OK後，林春葉指示她向老鴇收取3000港元的嫖金，她將300元退給老鴇作為佣金。控方代表薛偉成指出林春葉於2001年3月2日在海逸酒店中菜廳宴請冼錦華的那頓晚飯值6000港元。妓女Ruby在供詞稱，該次一皇兩后3P性交時「久久不能完事」，而另一次性交的妓女June則稱冼錦華「15分鐘後便完事」。

### 第2次接受免費性服務
2001年3月29日，冼錦華在金儷軒酒吧還未到營業時間便入場耍樂，林春葉支付1000港元予侍應外出買食物回來給冼錦華。晚上林春葉向在卡拉OK的妓女Minnie告知冼錦華想與她性交，並告知嫖金由林春葉稍後支付。林春葉與丈夫吳保安，以及一名隸屬重案組的警長陳俊強，陪同冼錦華及Minnie到「大都酒店」登記開房。

### 第3次完事後被捕
2002年5月15日，林春葉指示妓女June翌日與冼錦華性交，June於5月16日往紅磡海逸酒店的中菜廳，與冼錦華、林春葉及林春葉的丈夫吳保安共進晚餐，林春葉由丈夫的手中拿得數樽紅酒及一盒雪茄，飯後June與冼錦華性交。冼錦華退房後在大堂被廉署拘捕，當場在冼錦華身上搜出25支雪茄，June於當晚從林春葉取得2000港元嫖金。據海逸酒店中餐廳副經理范德強的書面作供，冼錦華當晚晚膳桌上有三樽1981年的Chateau Latour紅酒及一盒雪茄，中菜廳開出的帳單為2995.3港元，由林春葉以3000港元支付，另加100元小費。June稱冼錦華「15分鐘後便完事」。（又參見：性交持久度）

### 其他警察接受免費性服務
對於其他香港警察的嫖妓，妓女亦有作供。妓女Ruby供稱酒廊東主「婉華」（疑犯林春葉的藝名）曾指示妓女們到她經營的「金儷軒卡拉OK」招待林春葉的丈夫的警隊同僚，這些警隊客人都是年約40至50歲，期間林春葉買魚生及壽司款待，這些警隊客人於晚飯後再與香港妓女性交，嫖金由林春葉支付。

## 性交後當場被捕

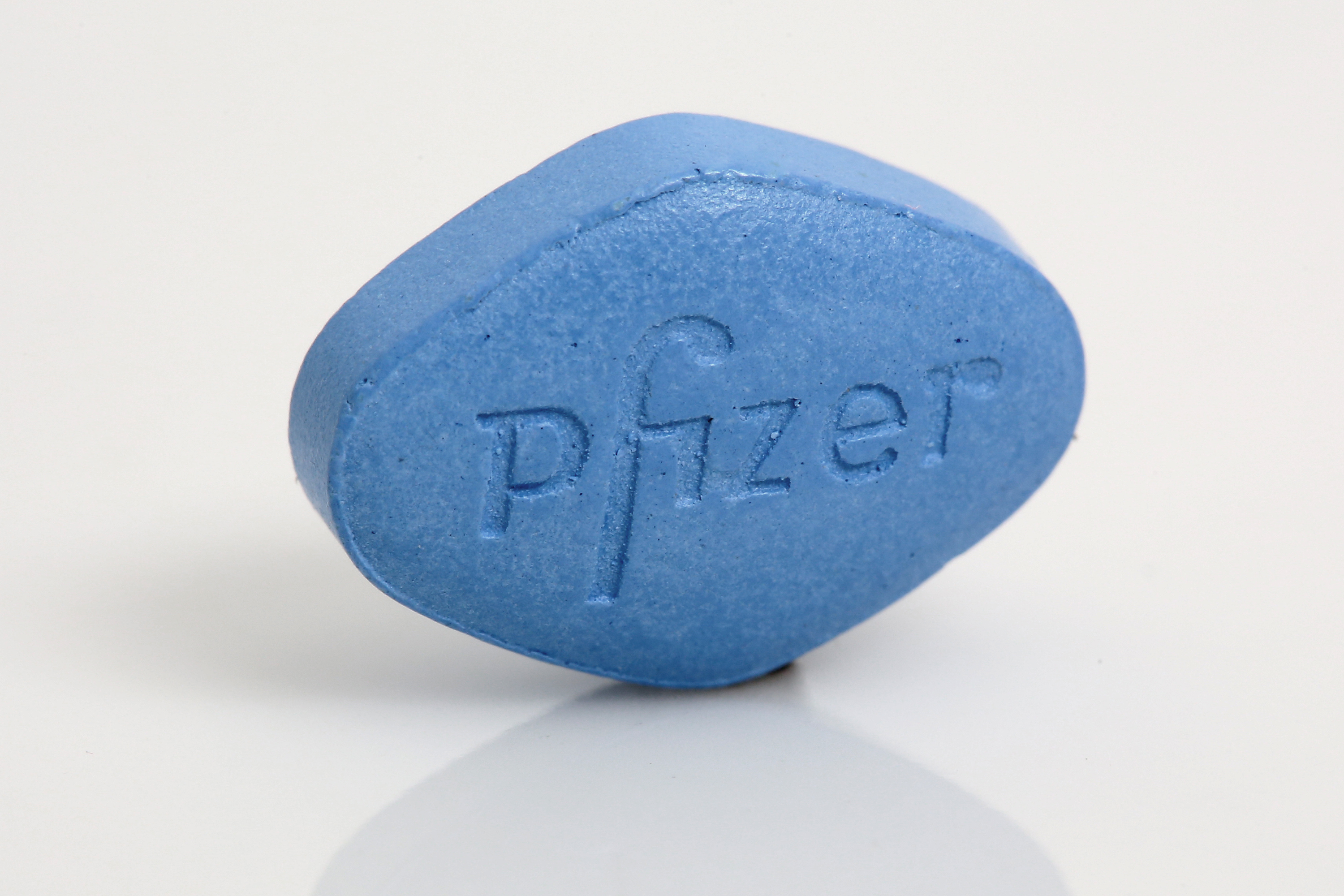
廉署人員在冼錦華與妓女進行性行為的酒店房間檢獲「不明藥物」，後來起訴書指出是「偉哥」壯陽藥

2002年5月，廉政公署得知冼錦華將會前往紅磡海逸酒店，於是在酒店埋伏。2002年5月16日22時，一名女子（即妓女June）與冼錦華先後進入酒店的一個房間，推斷兩人屬嫖娼關係。23時30分，冼錦華性交結束下樓，在大堂被捕。。廉署在房間檢獲「不明藥物」，後來起訴書證實是「偉哥」壯陽藥。廉署人員於5月17日下午4時到紅磡警署搜查，帶走紅磡分區高級督察吳保安及西九龍總區重案組的一名警署警長，並帶走吳保安的妻子林春葉。所有被捕者均被在廉政公署總部接受訊問，所有人（包括冼錦華）獲准保釋離開。廉政公署另外約見過百名警員調查。

## 警務處指控廉署針對
香港傳媒以前只能在廉署正式起訴後才能報道案情，但在1996年修訂《防止贿赂条例》第30条后，拘捕疑犯後便可报道。因此多間傳媒向廉政公署查詢案情，5月18日廉政公署發出新聞稿：「被捕的高級警司涉嫌曾接受該名經營者提供的利益，包括免費妓女服務。該名高級警司涉嫌透過偵緝警署警長，就警方對尖沙咀及旺角多間娛樂場所，包括夜總會及卡拉OK酒廊的巡查行動通風報信」。廉署在5月16日拘捕冼錦華時，警務處處長曾蔭培在中國重慶外訪，當接獲警隊下屬匯報後，曾蔭培對廉政專員黎年未有預先通報便對警隊高層展開拘捕行動，及在新聞稿提及「高級警司」和「妓女」感到不滿。5月19日香港警務處罕有強硬聲明，指責「去年已有數宗同類的廉政公署拘捕行動及指控，直至現在還未有結果（註：此並非事實，見下段）。廉政公署有責任在事件未澄清之前不應公開一些未經證實的指控。」廉署再發公開聲明解釋發新聞稿程序。
立法會保安事務委員會邀請雙方到立法會解釋。曾蔭培在立法會上自認該聲明由他決定發布，並批評廉政公署的新聞稿「令傳媒報道有啲誇張」。議員批評曾蔭培不應透過公開指摘來討回公道，曾蔭培辯稱「我仍然覺得啱（是對的）……唔可以唔咁做，因為唔可以經內部渠道解決」。對於警方的說法，委員會主席涂謹申表示對曾蔭培不願接受意見及不反省的態度感到失望。保安局局長葉劉淑儀為其屬下的警務處辯護，她稱「警方唔係想高調作出任何指摘，佢只係回應，當然傳媒嘅反應比我哋想像中激烈啦！」；她又暗示廉政公署的新聞稿不妥，提議香港律政司應制訂指引規管香港紀律部隊的新聞公布。
香港警務處5月19日发声明炮轰廉署之前，警务处副处长刘玉权直接知会了上級部門保安局的署理局長汤显明，但无人將此事知會香港特首董建華（註：香港廉政公署的上級部門是特首本人）。5月21日，董建华会见了廉政专员黎年，並与警務處長曾荫培通长途电话，两人向董建华承诺共同打击贪污，警務處亦停止公開批評廉署，曾荫培亦改口滿意廉署的回應。

### 近年廉署對警察的拘捕
香港警務處在5月19日發出聲明指責「去年已有數宗同類的廉政公署拘捕行動及指控，直至現在還未有結果」，惟並非事實。牽涉的3案，警队高层都對廉政公署的进展十分了解，「其中一宗涉及观塘11名警员被捕案件，即将交由律政司决定是否起诉；另一宗一名反黑组警长不获起诉，是由于案中两名入狱证人都不愿出庭指控；最后一宗案件于今年2月才拘人，调查仍在进行中，不能说没有结果。」

## 原訟庭

### 開庭
有兩人被起訴。起訴書指冼錦華在2001年3月2日、3月29日及2002年5月16日共三次接受女被告林春葉為他安排的嫖娼，被控三項公職人員行為失當罪，另外收受一盒價值超過三千港元的雪茄被加控一項政府人員接受利益罪，另外因為管有三粒含有「偉哥」的藥丸碎塊被控兩項管有毒藥罪。林春葉被控向政府人員提供利益及操縱妓女賣淫共六項罪名。案件於2003年6月27日在灣仔區域法院聆訊，排期在11月17日正式開庭，兩人繼續保釋候審。冼錦華在聆訊時申請在7月至8月到加拿大探望兒子，法庭批准。 
2003年11月17日在高等法院原訟庭（即「初審/一審」）正式開審，主審法官是新西蘭籍的辛達誠（John L Saunders）。控方由高級助理刑事檢控專員、澳洲籍的薛偉成（Kevin Paul Zervos）代表，辯方是英國御用大律師蘇朗年（Neville L Sarony）。
只有一名妓女「恒恒」親自出庭。經控辯雙方同意，與冼錦華性交的妓女Ruby、June及Minnie，以及未被冼錦華看中的Fion，這四名妓女無須露臉，可以書面作供，再由法庭職員讀出。兩名被告冼錦華及林春葉不作自辯。

### 辯方辯護
辯方律師、英國御用大律師蘇朗年（Neville L Sarony）在結案陳詞稱，冼錦華召妓屬於私人生活，警隊的內部守則沒有明定警務人員不得召妓，《香港人權法案條例》保障了人人平等，警察召妓在法律上不應受歧視。辯方又指既然老鴇獲得了嫖金，焉能算是「免費」召妓？辯方又指冼錦華在警隊的「有組織罪案及三合會調查科」及「毒品調查科」工作，工作性質不涉及罪案搜查，所以與冼錦華召妓的行為沒有利益關連。。辯方又指冼錦華在酒店與林春葉及妓女晚宴是「社交聚會」，而冼錦華當時也非執行職務。。

### 原訟庭判決
2003年11月20日，由於未有證據證明晚膳餐桌上的一盒3000港元雪茄是林春葉給冼錦華的禮物，新蘭西籍主審法官辛達誠（John L Saunders）裁定冼錦華收受禮物表面證供不成立，撤銷一項政府人員接受利益罪。。2003年11月28日，主審法官辛達誠裁定冼錦華三項公職人員行為失當罪名成立，夜總會東主林春葉被裁定向政府人員提供利益及控制他人賣淫罪共六項罪名成立，法官之後聽取辯方求情，兩名被告獲准各以二萬港元保釋，等候至12月8日判刑。
對於冼錦華的判罪，法官指出他曾駐守油麻地及深水埗等色情行業集中的地區，又曾是有組織罪案及三合會調查科的高層，以他的經歷在接受免費嫖妓時必定知道林春葉操縱妓女。法官指出警察遇到罪案時需要執法與《香港人權法案條例》對警察的保障沒有抵觸，並非歧視警察或干涉私生活。根據《警隊條例》，警員無時無刻均在當值，一旦罪案發生就要執行職務。冼錦華投考警隊，接受警隊的俸祿，亦即同意在罪案發生時執行職務，但冼錦華明知操控妓女在香港賣淫是違法行為，不但視而不見，還接受林春葉安排的免費嫖妓。冼錦華當時掌管負責調查操縱妓女賣淫的有組織罪案調查科，他接受夜總會東主林春葉提供免費嫖妓，必然有貪污成份，即使後來調職到毒品調查科，仍可以發揮影響力插手夜總會等色情行業的調查工作，所以裁定冼錦華公職人員行為失當罪名成立。而四名妓女都受林春葉指示不需向冼錦華收取肉金，也沒有證據顯示冼錦華曾經付款，可見冼錦華是免費嫖妓。
對於林春葉的判罪，法官指出林春葉作為夜總會幕後東主，面對警方查牌，於是向在警隊位高權重的冼錦華提供免費嫖妓等利益拉攏關係，必定尋求在其經營的色情行業上得到冼錦華的特別關顧，所以裁定林春葉三項向政府人員提供利益罪名成立，林春葉為冼錦華安排與妓女見面及提供進行性行為的處所，並支付妓女的肉金，所以裁定林春葉三項控制他人賣淫罪名成立。
辯方律師求情是指冼錦華是功績彪炳的「完美警察」，將他定罪「等同市民失去一位最優秀的警官」。在1976年結識冼錦華的助理警務處處長陳偉基為冼錦華出庭作品格證人，形容冼錦華破案無數，獲三次嘉許及兩次警隊長期服務獎章，曾代表香港警隊出席國際會議的警隊大使，更獲日本警方發信讚揚他打擊東南亞販毒，被上級連續三年評為表現優異及出眾。辯方又稱林春葉的主要業務是代理啤酒，經多年努力成為燕京啤酒的港澳總代理，現在僱用員工二百名員工。 
2003年12月8日判刑，冼錦華三項公職人員行為失當罪各判監三年，同期執行。林春葉三項向政府人員提供利益罪各判監三年，三項控制他人賣淫罪各判監一年，同期執行。法官指冼錦華在警隊身居要職，但接受免費嫖妓等利益，危害香港廉潔，即使過往表現傑出也不是減刑理由；法官又指出香港警察知法犯法必須嚴懲。。林春葉經營香港賣淫業，她向冼提供奢侈消遣及免費嫖妓，並非出於友情，實際上要令冼錦華欠下人情，待日後有需要時得到冼錦華相助，屬於貪污行為中最隱蔽的延後利益。

## 上訴庭
兩人在入獄後向香港高等法院上訴庭提出上訴。2004年6月11日上訴庭（即「二審」）駁回對判罪的上訴，但刑期各減為兩年。英國籍法官司徒冕（Michael Stuart-Moore）指出，林春葉對冼錦華的款待不是普通聯誼關係，林春葉經營夜總會操縱香港賣淫業，冼錦華接受林春葉提供免費嫖妓，就算是「密友」也是不尋常關係，冼錦華接受免費嫖妓的利益與收受金錢利益無異，是濫用公職人員身份接受不尋常的利益，屬於公職人員行為失當；而林春葉的夜總會經常被警方查牌，向身為警隊高層的冼錦華提供免費嫖妓屬於賄賂執法人員，已經構成定罪，因此駁回兩人就控罪的上訴，但上訴庭法官認為案件所涉及的實際利益價值不大，原審法官判刑過重，故減刑至兩年。

## 終審庭

### 上訴申請
香港終審法院上訴委員會於2004年12月3日批出兩人的終審上訴許可（終審即「三審」）。上訴委員會認為警務人員接受他人提供免費嫖妓，是否已經構成公職人員行為失當罪，以及林春葉在本案向警務人員提供免費妓女是否有觸犯向政府人員提供利益罪，所牽涉到的法律問題重要及影響廣泛，而且原審法官裁定冼錦華是明知林春葉控制妓女賣淫，這項事實裁決可能構成司法不公。雖然冼錦華及林春葉只餘下約4個月刑期便可出獄，終審法院批出上訴許可後，各獲准以10萬港元現金保釋。

### 「不知道是妓女」的辯論
2005年4月14日開庭審理。冼錦華的代表律師更換為新西蘭籍的麥高義（Gerard McCoy），他指出林春葉在安排妓女與冼錦華吃完飯前，為了隱瞞她們妓女的身份，提醒妓女不准向客人拿嫖金，又吩咐她們在衣著、說話及行為都要「得體」，林春葉也沒有在冼錦華面前要求這些妓女為冼賣淫，所以冼錦華無從知道跟他在酒店房間內性交的女子是妓女，更不知道林春葉操控這些妓女賣淫。
終審法院的巴籍港人法官包致金（Kemal Bokhary）質問辯護律師麥高義，這些女子和冼錦華吃完一頓晚飯後，冼錦華先到酒店房間，這些女子隨後入房間與冼錦華性交，難道女文員也會這樣做。麥高義回應「很多不賣淫的女子都樂意免費與人上床」。法官李義質疑冼錦華身為高級警官，到娛樂場所消遣時，焉能分不出誰是妓女。

### 「主動獻身不算嫖妓」的辯論
對於嫖金，辯方律師麥高義（Gerard McCoy）稱在香港嫖妓不光彩但沒違法，冼錦華不想公然向妓女付款，可用其他方式付費，而控方的證據只能證明冼錦華沒有直接付款給妓女，但未能證明冼錦華「免費」召妓，何況這些女子是「主動獻身」跟冼錦華性交，不能算嫖妓。不過法官包致金質疑如果冼錦華透過第三方付款，反會令嫖妓的事情更容易曝光。林春葉的代表律師麥禮士（Daniel Y. Marash）稱林被控的操控妓女賣淫罪含有剝削妓女的成分，但該案的妓女都是自願及樂意透過賣淫賺取報酬，所以林春葉並沒有操控這些妓女賣淫。控方代表薛偉成則稱冼錦華身為公職人員未經上級批准便享用免費晚餐，本身已經犯法，而原訟庭、上訴庭法官都認同這是違法行為。

### 終審判決
2005年5月26日，終審法院五位法官一致裁決冼錦華收受林春葉提供利益的證據充分，駁回上訴。除了重申二審判詞，法官指出冼錦華應該心知肚明不是妓女的陌生女子會進行這類型性交活動的可能性很低，而且以冼錦華在香港的警務資歷是清楚妓女被安排賣淫乃屬違法，可見冼錦華身為香港警察知法犯法。而林春葉作為夜總會的東主，妓女就算不願意與冼錦華一皇兩后3P，也不敢違抗林春葉的指示。

## 後續處分

### 革職失去退休金
冼錦華自從被廉政公署拘捕後，已經被警隊停職，但入獄服刑期間仍為公務員；如被革職，便會失去370萬港元退休金及每月2萬2千港元的長俸，公務員事務局內部紀律聆訊後將他革職。

### 披露財產案
冼錦華在刑滿出獄後，因為他在2002年9月被廉政公署調查期間未有按照規定，在廉署發出申報資產通知書後的28天內披露財產狀況，而被廉政公署另行控告違反《防止賄賂條例》。案件於2006年1月開審，同案的被告共有5人，除了47歲的前高級警司冼錦華外，還有47歲曾任前高級警務督察車桂榮、40歲的現任高級督察吳保安、42歲的現任警署警長陳俊強，及43歲報稱商人的林春葉，其中車桂榮及林春葉分別是冼錦華及吳保安的妻子。裁判官謝沈智慧裁定5名被告罪名成立，判處各被告罰款1萬港元。冼錦華夫婦向裁判官求情時稱因為失去警隊工作，三名子女有兩人在外國（加拿大）留學，要借貸度日，裁判官批准延後3個月。

### 冼錦華的部下被調職
36名曾經是冼錦華部下，來自西九龍總警區及轄下的九龍城、深水埗、旺角、油尖等警區，隸屬重案組、反黑組、刑事調查隊的探員被告知，將會調離所屬的刑事偵緝部門。對於冼錦華案是接受香港賣淫業服務而不是金錢利益，警方稱會全面檢討及制定監管警務人員不當行為的指引。

## 香港警察的形象
香港警隊在1970年代以前曾經貪污猖獗，到1974年廉政公署成立打擊警隊貪污，對九龍區副指揮官在內採取行動，成為著名的葛柏案，造成警員集體抗議要求港府特赦，自此香港警隊在港英政府管治時期的貪污情況有所收斂。冼錦華案成為1997年中國收回香港後首宗涉及高級警官的貪污案，不但牽涉香港黑社會，還利用接受免費性服務作為交易避開公職人員收取金錢利益的申報制度，令市民擔心警隊貪污猖獗情況重現。由於冼錦華案具有代表性，以後再爆出香港警察牽涉嫖妓事件、香港警察犯罪指控或貪污案，傳媒都會提及此案，而冼錦華案也曾經作為題材製作廉政公署為主題的廉政行動2007電視劇。本案被傳媒報導為「警察內鬼通風報信」的情節，被譽為同年上映（2002年）的香港電影《無間道》的真實版本。

## 影視作品
本案其後被無綫電視改編成電視劇《廉政行動2007 - 過界》，由陳國邦飾演影射冼錦華之角色錢浩東。